# Liebe findet uns
Liebe findet uns (Originaltitel The Map That Leads to You) ist ein US-amerikanischer Spielfilm aus dem Jahr 2025 von Regisseur Lasse Hallström mit Madelyn Cline und K. J. Apa in den Hauptrollen. Das Drehbuch von Leslie Bohem und Vera Herbert basiert auf dem 2017 veröffentlichten gleichnamigen Roman von J. P. Monninger. Auf Prime Video wurde der Film am 20. August 2025 veröffentlicht.

## Handlung
Bevor ihr durchgeplantes Leben beginnen soll, reist die junge Amerikanerin Heather nach dem Collegeabschluss gemeinsam mit ihren Freundinnen Amy und Connie nach Europa, um dort den Sommer zu genießen und dort unter anderem die Städte Amsterdam, Brüssel und Paris zu besuchen.
Im Zug nach Barcelona lernt sie den Neuseeländer Jack kennen, der dem Tagebuch seines im Zweiten Weltkrieg in Europa stationierten Großvaters folgt. Die beiden lesen mit Fiesta von Ernest Hemingway gerade das gleiche Buch und beginnen, sich darüber auszutauschen. Am nächsten Tag besuchen sie gemeinsam Barcelona, weitere gemeinsame Stationen sind Pamplona, Portlligat, Porto, Lissabon und Rom.
Diese neue Bekanntschaft bringt Heathers bisherige Pläne für ihr restliches Leben durcheinander.

## Produktion
Der Film wurde von der US-amerikanischen Temple Hill Entertainment produziert, als Produzenten fungierten Marty Bowen, John Fischer, Wyck Goodfrey, Adrián Guerra und Isaac Klausner.
Die Dreharbeiten fanden 2024 in Spanien statt, Drehort war unter anderem Terrassa in der Provinz Barcelona.
Die Kamera führte Elías M. Félix, die Musik schrieb Sarah Trevino und die Montage verantwortete Brad Turner. Das Szenenbild gestaltete Isona Rigau.